# 新加坡蛇鰻
新加坡蛇鰻，為輻鰭魚綱鰻鱺目糯鰻亞目蛇鰻科的其中一種，分布於西太平洋的泰國及新加坡海域，棲息在底層水域，屬肉食性。

## 擴展閱讀
維基物種上的相關：新加坡蛇鰻